# Amen (musicien)
Pour les articles homonymes, voir Amen (homonymie).

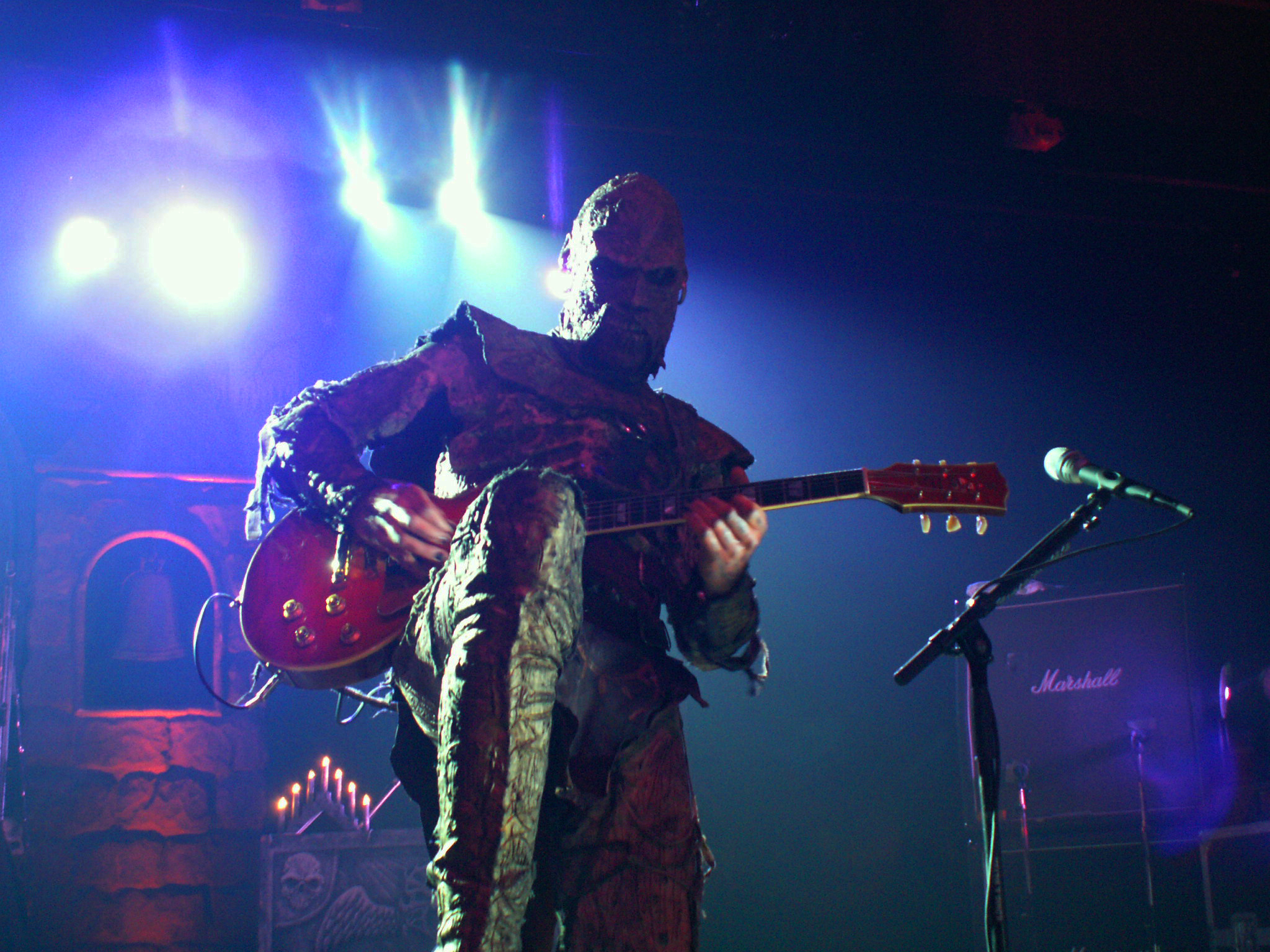
Amen à Anvers en octobre 2006

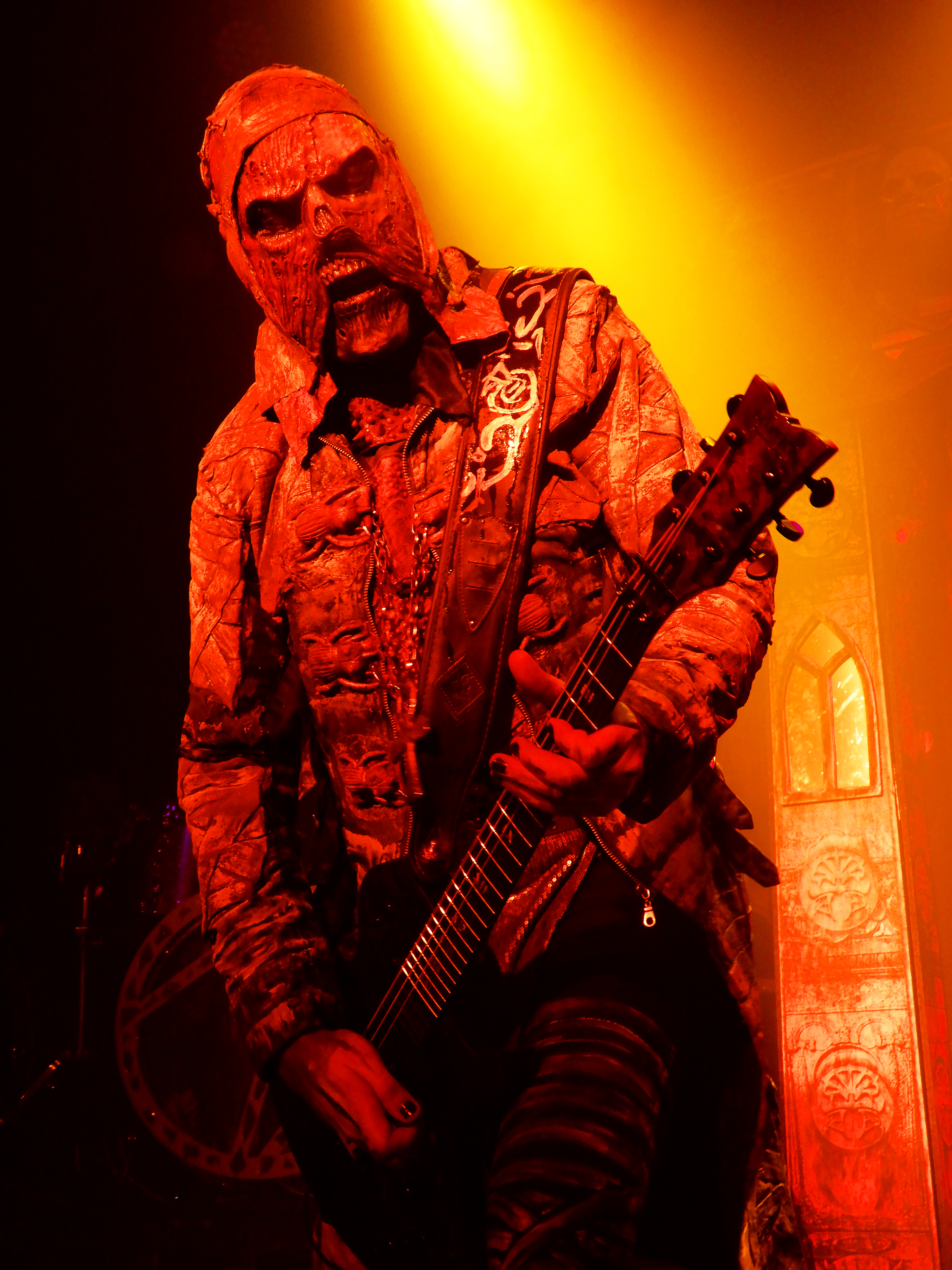
Amen à Nantes le 3 mars 2020

Amen, né Jussi Sydänmaa le 26 juin 1972 à Mäntsälä en Finlande. Il était le guitariste de Lordi depuis la fondation du groupe. Il décide de quitter le groupe en 2022 et se fait ensuite remplacer par Kone.

## Biographie
Jussi Sydänmaa naît le 26 juin 1972 dans la commune de Mäntsälä, au sud de la Finlande. C'est en 1996 qu'il rejoint Lordi alors en tant que guitariste. C'est Mr. Lordi, alors chanteur et auteur-compositeur, qui lui fabrique son premier masque de momie. Il prend son nom de scène Amen en référence au dieu Amon, issu de la mythologie égyptienne. 
Avec Lordi, il publie une première démo, Napalm Market, le 1er janvier 1993. C'est le 1er novembre 2002 que le groupe publie alors son premier album, Get Heavy. Celui-ci sera suivi deux ans plus tard par The Monsterican Dream. En 2005, il joue de la guitare pour le jeu vidéo Shadowgrounds. 
L'année 2006 marque sa participation avec Lordi au Concours Eurovision de la Chanson, qu'il remporte avec un score total de 292 points. Le groupe devient alors le premier groupe de heavy metal à remporter le concours, offrant ainsi la première victoire à son pays. Pour lui rendre hommage, sa commune natale de Mäntsälä fait ériger une sculpture, "Hard Rock Stone". 
En 2008, il joue avec ses comparses de Lordi dans le film d'horreur Dark Floors. Il publie la même année avec le groupe l'album Deadache. 
En 2019, après cinq albums avec Lordi, il se lance dans une carrière solo sous le nom Amen-Ra's Dynasty. Il publie un premier single, "Stone and Stars" le 25 octobre 2019.
Le 6 mai 2022, Amen annonce sur ses réseaux sociaux qu'il quitte le groupe, après 25 ans de bons et loyaux services.

## Discographie

### Avec Lordi
- 1993 : Napalm Market (démo)
- 1997 : Bend Over and Pray the Lord
- 2002 : Get Heavy
- 2004 : The Monsterican Dream
- 2006 : The Arockalypse
- 2008 : Deadache
- 2010 : Babez for Breakfast
- 2013 : To Beast or Not to Beast
- 2014 : Scare Force One
- 2016 : Monstereophonic (Theaterror vs. Demonarchy)
- 2018 : Sexorcism
- 2020 : Killection (A Fictional Compilation Album)

### En solo (sous Amen-Ra's Dynasty)
- 2019 : Stone and Stars (single)

### Apparitions d'invités
- Ari Pulkkinen: Shadowgrounds (Bande originale) (2006) - Amen présenté à la guitare live
- Doro: Strong and Proud - 30 Years Of Rock And Metal (2016) - Lordi avec les chansons "Hard Rock Hallelujah", avec Amen à la guitare
- Waltari: 3rd Decade - Anniversary Edition (2021) - Lordi a interprété "Lights On 2021"